# Marie Barrère-Affre
Pour les articles homonymes, voir Barrère et Affre.
 (juin 2024).
Si vous disposez d'ouvrages ou d'articles de référence ou si vous connaissez des sites web de qualité traitant du thème abordé ici, merci de compléter l'article en donnant les références utiles à sa vérifiabilité et en les liant à la section « Notes et références ».
Marie Barrère-Affre, née Marie Affre le 31 juillet 1885 à Perpignan (Pyrénées-Orientales) et morte le 23 juillet 1963 à Collioure (Pyrénées-Orientales), est une autrice française de livres pour enfants et d'ouvrages sur le Maroc.

## Biographie
Marie Affre est née à Perpignan le 31 juillet 1885. Elle perd sa mère en 1902 et son père en 1913. Elle épouse Raoul Barrère le 9 janvier 1914 à Perpignan. Le couple part alors s'installer à Casablanca (Maroc). Leur fils Edmond y naît en 1915. De retour en France en 1920, ils passent deux ans à Castres (Tarn), où naît leur fille Maryvonne en 1922, puis ils retournent au Maroc, d'abord à Settat puis à Tamelelt. Son époux meurt en 1955 à Mogador. Marie Barrère-Affre rentre en France en 1957, après l'indépendance du Maroc. Elle s'installe d'abord à Saint-Ciers-d'Abzac (Gironde) puis revient dans les Pyrénées-Orientales. Après quelques mois en 1959 à Thuès-Entre-Valls, elle se fixe à Collioure, où elle meurt le 23 juillet 1963.

## Pseudonymes
Marie Barrère-Affre a publié sous différents noms de plume, dont notamment Myriam Catalany. Avant son mariage, elle signe Marie Affre ou Violette des Pyrénées, son pseudonyme. Très tôt les productions chez Gautier-Languereau (La Semaine de Suzette) puis les romans cinématiques sont signés Myriam Catalany — Marie la Catalane. Elle est « Flâneuse » dans le journal marocain L’Atlas qui paraît à Marrakech. Dans certains feuilletons du Pèlerin, elle signe Gineste (ou Ginette) de Cosprons, Marie Régis Falandry (nom de sa grand-mère maternelle). Est sûrement Marie, ce Tamelelt qui signe un Brumaire et Messidor dans La Croix des Jeunes en 1935.

## Publications
- La Révolte du bronze, 1912
- La Kasba parmi les tentes. Croquis marocains, 1919, prix Montyon de l’Académie française en 1921
- Les Filles de Barbe-Bleue, 1922
- L'Héritière des Montalba, 1925
- Sous l'œil de Minerve, 1928, Maison de la Bonne Presse
- La Branche de roses, Collection Bijou, 1928 / Maison de la Bonne Presse
- Les Deux Noël de Mériem, 1930
- Terres farouches, 1933
- Sous les palmes de Bénarès, Maison de la Bonne Presse
- Les Fugitifs du Palatin, Maison de la Bonne Presse
- Clari, Maison de la Bonne Presse
- Le Don redoutable, Maison de la Bonne Presse
- Moi, Reine, Maison de la Bonne Presse
- Les Charmillault, Maison de la Bonne Presse
- La Guerre du soleil, Maison de la Bonne Presse
- L'Effigie du denier, Maison de la Bonne Presse
- L'Émailleur d'obélisques, Maison de la Bonne Presse
- L'Infranchissable Cercle, 1934, Maison de la Bonne Presse
- La Chaîne brisée, 1935
- La Font-cachée, Collection Bijou, 1937
- Le Village de Toub, 1938, prix Louis-Paul-Miller de l’Académie française en 1939
- Le Passant d’un soir, L'Arc-En-Ciel no 7, 1938
- La Couronne de paille, L'Arc-En-Ciel no 17, 1938
- La Gamme de "Do", Collection Stella no 430, 1938
- Le Balcon sur le désert, 1939
- L'Avare, 1939
- Le Cristal et l’Ambre, L'Arc-En-Ciel no 27, 1939
- Lalla Aïcha, 1940
- Dès ce monde…, Collection Bijou, 1941
- Campanule, Collection Bijou, 1941 / Maison de la Bonne Presse
- Ainsi passa la tempête, Collection Étoiles
- D'un cœur inapaisé, Collection Bijou
- Celle qui a fui, Collection Bijou, 1941 / Maison de la Bonne Presse[2],[3]
- Timmimit Ksourienne, Prix littéraire du Maroc 1941, aux Éditions d'Art - Paul Bory. Distributeur : l'Africaine du Livre, Casablanca, 1944
- La Koubba des sultanes, 1945
- Le Drame de Cantarane, 1945, La bonne Presse, collection "Étoiles" - 473-1945 Imprimerie Maison de la Bonne Presse, 5 rue Bayard, Paris
- Le Wharf d'ébène, Collection La Frégate, no 1, Maison de la bonne presse, 1946
- Les Maîtres des arbres, 1946, La bonne Presse, Collection "Etoiles" - Dépôt légal 96-46
- Poussières dans le Chergui, Arthaud, 1946  — compte-rendu dans Le Petit Marocain du 1er avril 1947 lire en ligne sur Gallica
- Zite et son amour, Collection La Frégate, no 13, Maison de la bonne presse, 1947
- Les Détours du chemin, 1947
- Quand Dieu nous mène, 1948
- L'Aviateur de l'Atlas, 1949
- Le Fils de l'aviateur, 1949
- Zouina, la petite sultane, 1954
- Contes de Noël

### Sous le pseudonyme de Gineste de Cosprons
- La Douce Conquête, paru en feuilleton dans le journal La Croix à partir du 3 janvier 1930 lire en ligne sur Gallica

### Sous le pseudonyme de Myriam Catalany
- Le Règne de Cendrillon, Gautier Languereau, Bibliothèque de Suzette
- P'tit Oiseau, Gautier Languereau, Bibliothèque de Suzette, juin 1929
- Le Voyage de Mimose, Gautier Languereau, Bibliothèque de Suzette
- La Petite Marquise de Karabat,  Gautier Languereau, Bibliothèque de Suzette